# Adventure Game Studio
Pour les articles homonymes, voir AGS.
Adventure Game Studio (AGS en abrégé) est un logiciel freeware de création de jeux d'aventure graphique en point & click dans le style des premiers jeux de Sierra ou de LucasArts. Il a été créé par le britannique Chris Jones. La polyvalence du code permet aussi la création de jeux d'aventure à la première personne, de RPG, jeux avec entrées de textes. mais aussi d'autres types de jeux.

## Langage de script
Le logiciel comprend plusieurs mots de référence. La programmation se rapproche du langage C++ mais a été spécialement conçue pour la création d'aventures graphiques par l'usage de codes directement liés.
Un exemple de code :
```
 
// Se déclenchera lorsque Madame et Monsieur sont dans la même pièce :

 
if
 (cMadame.Room == cMonsieur.Room)
 
{

    cMonsieur.Walk(200, 120, eBlock, eAnywhere);
    cMonsieur.FaceCharacter(cMadame, eBlock);
    cMonsieur.Say("
Bonjour Madame ! Puis-je emprunter votre clef ?
");
    cMadame.Say("
Mais bien entendu, très cher !
");
    cMonsieur.AddInventory(iClef);
 
}
```

## Usage
La communauté d'AGS compte aujourd'hui des milliers de membres autour de la planète. 
Adventure Game Studio est utilisé aussi pour quelques projets commerciaux de développeurs indépendants, ce qui est notable pour deux raisons: d'une part, sa licence libre et d'autre part, son utilisation destinée surtout à réaliser des jeux peu gourmands en ressources, "à l'ancienne". Ces deux critères ont donné à AGS la réputation d'être un outil de hobbyistes, face à des outils visant des systèmes plus modernes (comme l'outil Wintermute), mais surtout face aux poids lourds comme Unity (moteur de jeu), le Unreal Engine, et plus récemment Godot. Parmi les premiers jeux commerciaux on comptait par exemple The adventure of Fatman par Socko! Entertainement, ou encore Cart Life de Richard Hofmeier, le vainqueur de l'IGF 2013. Les projets commerciaux sont ensuite devenus moins anecdotiques avec l'essor de Steam et des systèmes de financement participatif.
Ainsi, la petite entreprise Wadjet Eye Games a connu assez tôt le succès avec la série des Blackwell mais a ensuite établi un marché assez stable dans cette niche de jeux et continue de produire régulièrement des jeux. C'est elle qui a fourni le principal effort pour porter AGS sur Mac et pour instaurer des méthodes de test qualité et de support client rudimentaires autour d'AGS. Il y a donc deux pendants à AGS: des kyrielles de jeux gratuits, et de temps en temps un jeu commercial "indé".

## Jeux créés avec Adventure Game Studio
Les jeux suivants ont été créés avec AGS : 
- Grandma Badass
- 3 Geeks
- Ben There, Dan That!
- The Blackwell Legacy et ses suites
- Cart Life
- The Cat Lady
- Downfall
- Gemini Rue
- A Golden Wake
- A Second Face
- Time Gentlemen, Please!
- Primordia
- Shardlight
- A Tale of Two Kingdoms
- Technobabylon
- Unavowed
- Gobliiins 5